# (82092) Kalocsa
(82092) Kalocsa est un astéroïde de la ceinture principale.

## Description
(82092) Kalocsa est un astéroïde de la ceinture principale. Il fut découvert le 27 février 2001 à Piszkesteto par Krisztián Sárneczky et Alíz Derekas. Il présente une orbite caractérisée par un demi-grand axe de 2,42 UA, une excentricité de 0,17 et une inclinaison de 2,5° par rapport à l'écliptique.

## Compléments